# Национальный хоккейный центр Глазго
Национальный хоккейный центр Глазго (англ. Glasgow National Hockey Centre) — спортивное сооружение для хоккея на траве, расположенное в парке Глазго Грин шотландского города Глазго. 

## Описание
Строительство центра было приурочено к Играм Содружества 2014 года, которые прошли в Глазго. Он включает в себя 2 синтетических поля для хоккея на траве, помещения для спортсменов и постоянные трибуны вместимостью 512 зрителей, оборудованные навесом. Также здесь разместилась новая штаб-квартира Шотландского хоккейного союза.
Национальный хоккейный центр Глазго был официально открыт 3 сентября 2013 года в рамках детского фестиваля, посвящённому хоккею на траве.
Для Игр Содружества к 2014 году были сооружены дополнительные временные трибуны для зрителей, которые увеличили вместимость центра до 5000 человек. Здесь прошли соревнования по хоккею на траве, а также располагались старт и финиш марафонских забегов и шоссейных велогонок.
В настоящее время Национальный хоккейный центр Глазго является домашней ареной для мужской и женской хоккейных команд «Роттенроу Блю Сокс» (англ. Rottenrow Blue Sox).